# George Stigler
George Joseph Stigler (* 17. Januar 1911 in Renton; † 1. Dezember 1991 in Chicago) war ein US-amerikanischer Ökonom. Er war ein Hauptvertreter der Chicagoer Schule und Schüler von Frank Knight. Im Jahr 1982 erhielt er den Alfred-Nobel-Gedächtnispreis für Wirtschaftswissenschaften für seine Studien der Funktionsweise und der Strukturen von Märkten sowie der Ursachen und Wirkungen von Regelungen der öffentlichen Hand.

## Leben
George Stigler war  Sohn von Einwanderern europäischer Herkunft aus Köningreich Ungarn (Mutter) und Bayern. Er studierte Wirtschaftswissenschaft an der University of Washington mit dem Bachelor-Abschluss 1931 und an der Northwestern University (MBA 1932) und wurde 1938 an der University of Chicago bei Frank Knight promoviert. Von 1936 bis 1938 unterrichtete er am Iowa State College, arbeitete im Zweiten Weltkrieg an der Columbia University im Manhattan Project, war nach dem Krieg ein Jahr an der Brown University und 1947 bis 1958 Professor an der Columbia University. 1955 wurde er in die American Philosophical Society gewählt, 1959 in die American Academy of Arts and Sciences und 1975 in die National Academy of Sciences.
Im Jahr 1964 stand Stigler der American Economic Association als gewählter Präsident vor.

## Werk
Stigler leistete bedeutende Beiträge zur Neuen Politischen Ökonomie. Ausgezeichnet wurde er für seine Arbeit zu Industrial Organization, dem Funktionieren von Märkten und Ursachen und Folgen von Marktregulierung. Insbesondere untersuchte er, wie politische Interessengruppen die Märkte zu ihrem Vorteil beeinflussen. Ein weiteres Betätigungsfeld, das er mit begründete, war die Ökonomie der Information, dargelegt in einem einflussreichen Aufsatz 1961. Er befasste sich auch mit Wirtschaftsgeschichte.
Stigler war Mitglied der Mont Pelerin Society. 1987 erhielt er die National Medal of Science.

## Schriften
- Production and Distribution Theories: The Formative Period. New York: Macmillan. 1941, 1994
- The Division of Labor is Limited by the Extent of the Market. In: Journal of Political Economy. Band 59, Nr. 3, 1951, S. 185–193.
- The Economics of Information, Journal of Political Economy, Band 69, 1961, S. 213–225
- Information in the Labor Market, Journal of Political Economy, Band 70, 1962, 94–105
- The Intellectual and the Marketplace. Selected Papers, no. 3. Chicago: University of Chicago Graduate School of Business. 1962
- mit Paul Samuelson A Dialogue on the Proper Economic Role of the State. Selected Papers, no.7., S. 3–20, Chicago: University of Chicago Graduate School of Business. 1963
- Capital and Rates of Return in Manufacturing Industries. National Bureau of Economic Research, Princeton, N.J.: Princeton University Press. 1963
- Essays in the History of Economics. Chicago: University of Chicago Press. 1965
- The Organization of Industry. Homewood, IL: Richard D. Irwin 1968
- mit J.K. Kindahl: The Behavior of Industrial Prices. National Bureau of Economic Research, New York: Columbia University Press. 1970
- The Theory of Economic Regulation, Bell Journal of Economics and Management Science, no. 3, 1971,  S. 3–18.
- Citizen and the State: Essays on Regulation. 1975
- The Process and Progress of Economics, Nobel Lecture 1982
- The Economist as Preacher, and Other Essays. Chicago: University of Chicago Press. 1982
- The Organization of Industry. 1983
- Memoirs of an Unregulated Economist, 1985 (Autobiographie)
- K. R. Leube, T. G. Moore (Herausgeber) The Essence of Stigler, 1986
- The Theory of Price, Fourth Edition. New York: Macmillan. 1987
- als Herausgeber: Chicago Studies in Political Economy. 1988